# Era dorada del retrato

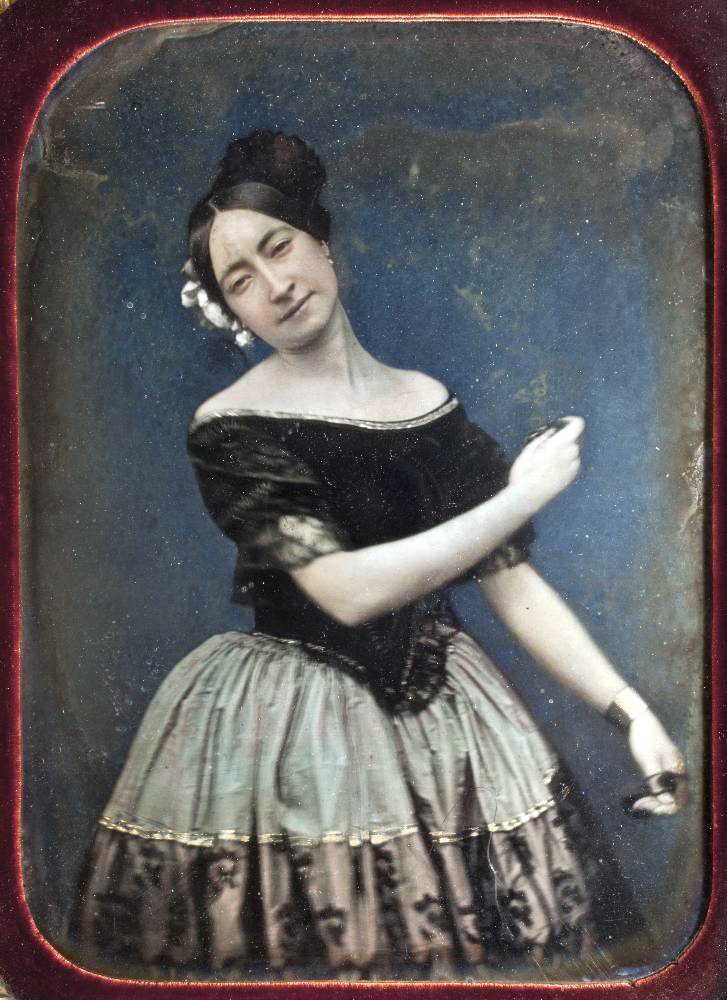
Retrato al daguerrotipo de una bailarina de la escuela bolera, hacia el año 1850. Podría ser la Guy (Marie Guy-Stéphan).

Junto a la fotografía de viajes y la industrial, el retrato será la revelación más espectacular del desarrollo de la industria fotográfica. El homenaje del retrato se origina en una época en la que se situaba operando una gran mutación social. El audaz empujón de la burguesía precapitalista había ido olvidando a las viejas clases políticas y aristocráticas. Hacerse retratar se convirtió en un símbolo de progresión general y gracias a la fotografía esto fue posible.
Realmente, la verdadera víctima de la fotografía no fue otra que la miniatura. Aunque los pintores siguieron creando miniaturas, éstas fueron completamente sustituidas por el retrato fotográfico. Fue tal la rapidez de este cambio, que muchos de estos pintores acabaron siendo fotógrafos, profesión en la que tuvieron que combinar sus competencias artísticas con las de artesanos de un nuevo oficio al que se le negaba la categoría de arte. Antonio Cosmes, Martínez de Hebert, Octavio Codecasa, Rafael Rocafull, etc., fueron algunos de los pintores-miniaturistas más importantes en los inicios del negocio fotográfico en España.
Pero la fotografía, ajustada en los altos costes del daguerrotipo, sólo era accesible a públicos muy limitados de la alta y media burguesía y difícilmente pudo encontrar un terreno adecuado en el que desarrollarse como industria. Fue la aparición los 'retratos en tarjeta', patentada por Disderi en 1854, la que vino a generalizar completamente el retrato fotográfico. El daguerrotipo quedaría así totalmente condenado.
En la exhibición de 1856, organizada en Londres por la Photographic Society, se mostraron más de seiscientas imágenes de las que solo tres eran daguerrotipos.  A pesar de que, en EE. UU., el daguerrotipo permaneció más, la labor de daguerrotipista desapareció a mediados de la década de 1860. En España, el daguerrotipo continuó hasta el final de la década, y no era raro ver anuncios de ‘retratistas al daguerrotipo’ en la prensa de esos años. De hecho, a partir de 1860, el retrato al daguerrotipo llegó a convertirse en un signo de distinción social frente a la devaluación y la ordinariez del retrato en tarjeta.

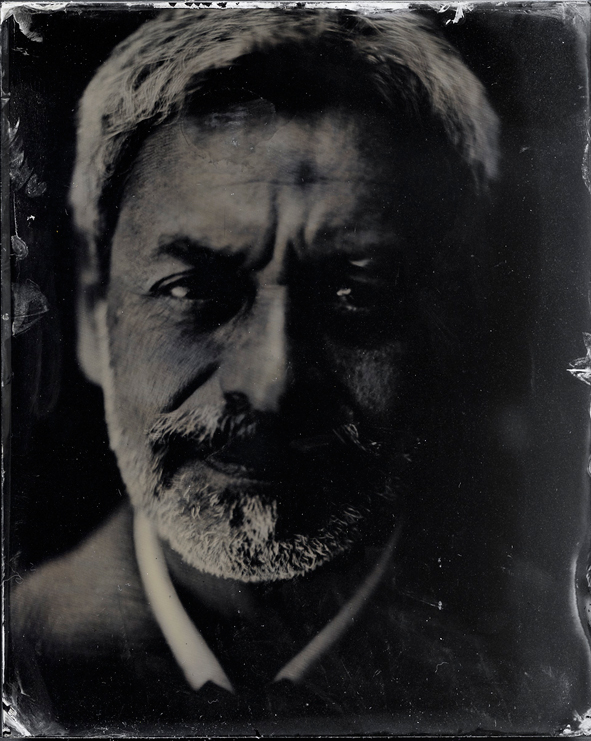
Retrato. Luis González Palma.

Por otra parte, con la llegada del negativo de cristal se desarrolló una técnica que durante algunos años se convirtió en un indiscutible sustituto del daguerrotipo. Se trata del ambrotipo, logrado a partir de un negativo de vidrio poco expuesto que, situado sobre una superficie oscura, ofrecía un asombroso parecido con el daguerrotipo. Sin embargo, no contaban con el brillo y la intensidad de estos, pero los ambrotipos eran bastante más baratos de producir y llegaron a convertirse en uno de los procedimientos más trabajados por los retratistas, especialmente en EE. UU..
Rápidamente, la ambrotipia fue dejando paso a la auténtica fotografía popular del siglo XIX, la ferrotipia. La devaluación de este procedimiento se debía, además de su pésima calidad de materiales, al crecimiento de las imágenes en cámaras con lentes múltiples. La ferrotipia se desarrollará a lo largo de 1860 en EE. UU., y lo hará también en Europa diez años más tarde. Tras la difusión de las placas de gelatino-bromuro, la ferrotipia fue desapareciendo poco a poco. 

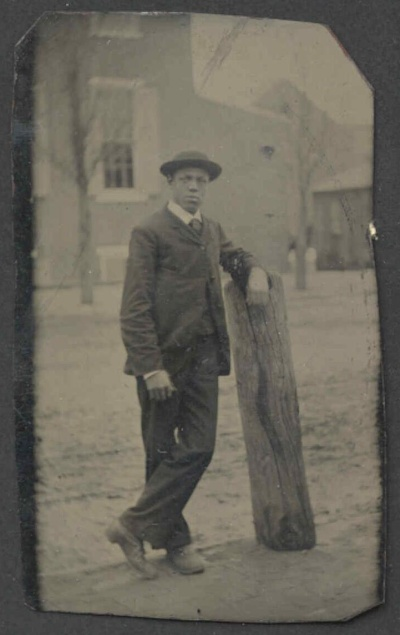
Ferrotipo de un hombre apoyado contra un poste.

En 1897, los técnicos catalanes Pedro Cabanach y Rafael Calvet idearon una máquina automática para hacer ferrotipias que aparentaba un artístico templete adornado con piezas de metal pulido. La máquina, colocada en parques y otros lugares concurridos realizaba retratos por diez céntimos y por otros diez, proporcionaba al cliente su conveniente marco de latón.
No obstante, el ambrotipo y el ferrotipo eran, asimismo, piezas únicas, irrepetibles y, como el daguerrotipo, incapaces de responder al gran desafío de la reciente industria fotográfica, el de la propagación de las imágenes en grandes tiradas y su resultante desvalorización. Se llegó a la conclusión de que se deberían disminuir los costes del retrato para aumentar su público. Así, una docena de retratos en el nuevo formato de tarjeta costaba veinte francos, mientras que un solo daguerrotipo costaría entre cincuenta y cien. 
La fotografía se convirtió así, en un arte al alcance de la gran mayoría de la sociedad. En este sentido, la tarjeta de visita supuso una verdadera revolución y abrió vías imprevistas a los retratistas de la época. No solo movió el interés popular de tener el retrato de uno mismo o de sus familiares, sino que además de esto, también se comenzaron a realizar retratos de los personajes más conocidos del momento.  Así, la fotografía llegó a multiplicar en cantidades asombrosas el rostro de tales personajes, como Napoleón III, el príncipe Alberto, Isabel III, etc.
En 1862, el retratismo se había convertido ya en una auténtica industria que ocupaba a cientos de profesionales. La categoría de los fotógrafos llegó a medirse por la calidad y cantidad de estos retratos, que colocaban en sus escaparates, siendo un entretenimiento para los curiosos que paseaban por las calles céntricas de las ciudades.
Durante años, el retrato fotográfico se desvalorizó artísticamente hasta extremos grotescos. Disderi, además de disminuir el precio y el formato, redujo también la calidad. Y esto se puede ver al comparar sus obras y el de muchos otros con el de Nadar y los que, al igual que él, trabajaron el formato grande durante los años cincuenta, cuya obra recuperaba la tradición de los pintores de principios de siglo, creadores del retrato psicológico. Precisamente, los mejores retratos fotográficos españoles del siglo XIX corresponden a esa época, en la que comenzaban en el oficio los miembros de la originaria generación de fotógrafos que realizaron el grueso de su trabajo con las nuevas técnicas de colodión. Desgraciadamente, su obra, olvidada en trasteros, ha permanecido escondida demasiados años o simplemente, ha acabado convirtiéndose en polvo. No obstante, una parte ha podido salvarse gracias a la previsión de personas como el pintor Manuel Castellano, quien entre 1850 y 1875, llegó a reunir un repertorio de unos veintidós mil retratos de numerosos personajes madrileños de la época, entre los que se hallan los de fotógrafos como Martínez Sánchez, los hermanos José y Salvador Albiñana, Godínez, Goutell, etc.
Varios de estos retratos debieron ser utilizados por Castellano y los pintores de su círculo como base de su trabajo, transformando así a la fotografía en una complementaria de las otras artes. Esto se deduce de los comentarios escritos en sus reversos. Joaquín de la Puente sugiere que el pintor se sirvió de la fotografía para realizar muchos de sus retratos. <<No me sorprendería en absoluto –escribió– que un día se probase que se ayudase de la entonces no despreciable documentación fotográfica y hasta mediante fotografías hechas exprofeso, pensadas y compuestas por él mismo para cada personaje concreto a realizar>>.